# Over and Over (Hot Chip)
Over and Over è un singolo del gruppo musicale britannico Hot Chip, pubblicato nel 2006 ed estratto dall'album The Warning.

## Tracce
- CD

1. Over and Over
2. A Family in Here
3. Over and Over (Justus Köhncke's Baking Horse Club Mix)
4. Over and Over (Video)

- 7"

1. Over and Over
2. The Girl In Me

## Video
Il videoclip della canzone è stato diretto da Nima Nourizadeh.